# Altiplano (banda)
Altiplano es un grupo chileno de música andina, fundado por el compositor Mauricio Vicencio en 1976. En Bolivia y Perú existen otras agrupaciones musicales también llamadas "Altiplano", aunque no tienen la fama ni volumen discográfico de la agrupación chilena.
La música andina es el género básico cultivado por Altiplano a lo largo de su extensa discografía, que incluye más de 25 discos. No obstante, el estilo del grupo es único, resultado de la fusión entre los sonidos de los Andes, el rock, la música sacra, e incluso la música ambiental y el new age. Han grabado discos junto a grupos de música étnica tan dispares como Skruk de Noruega o Siyavush Kerimi de Azerbaiyán.

## Historia
Además del fundador, la primera formación del grupo se completaba con Pancho Valdivia, Tany Cruz y Luis Leiva, que por entonces se llamaba "Intihuac". Julio Araya se uniría más adelante siendo él la primera voz del grupo. En 1978 se une Sergio Arancibia y graban su primer LP, El cantar andino. 
A medida que pasan los años, y hasta la actualidad, Altiplano experimenta con las fusiones de diferentes músicas, llegando a grabar incluso LP titulados 'Misa andina', con coros y grupos de Noruega y Suiza, la apuesta más extravagante quizás la realizaron en Azerbaiyán, mezclando la música andina con los ritmos e instrumentos azeríes.
En 1989 fallece Julio Araya, y Altiplano le dedica el álbum Homenaje.
Las canciones más famosas del grupo aparecen en más de una grabación, normalmente versionadas, como son Puma punku, Ayahuaska, Sipan, Tamia usia, entre otras.
Altiplano ha realizado giras de conciertos en Colombia, Ecuador, Perú, Chile, Cuba, Noruega, Dinamarca, Suecia, Suiza, Islas Canarias, Azerbaiyán, China, Estados Unidos de América, entre otros. 
Mauricio Vicencio, director del grupo, también ha grabado algunos discos en solitario y habitualmente organiza y participa en seminarios de música andina. Es un gran instrumentista, llegando a ejecutar hasta 300 instrumentos distintos, muchos de ellos creados o modificados por él mismo en su búsqueda de sonidos diferentes. Actualmente reside en Quito - Ecuador.

## Discografía
- 1978 El cantar andino

- 1979 El ritmo endiablado

- 1983 El tiempo es nuestro canto

- 1987 Más allá de los Andes

- ???? Chile

- ???? Cóndor de los Andes

- ???? Fusión andina

- 1989 Homenaje

- 1990 Slipp mine floyter fri (con el grupo noruego Skruk)

- 1990 The collection

- 1991 Vientos de libertad

- 1992 Misa andina

- 1992 Quinientos años

- 1993 Misa andina (con el grupo noruego Skruk)

- 1994 Tamia usia

- 1994 The best of... Altiplan

- 1995 Con'fussion

- 1996 Diálogo con Atlántes

- 1998 Armonía y recuerdos

- 2000 Quillantay, palomas de la Luna

- 2002 The blue cascade

- 2003 Andean symphony

- 2004 Paracas... lluvia de arena

- 2004 Sol de la esperanza

- 2004 Éxtasis andino

- 2006 De Azerbaiján a los Andes

- 2007 Trasatlantic non stop (con el cantante azerí Siyavush Kerimi)

- 2008 Ëxodo

- 2008 Proyecto tótem

- 2011 Mayu, eterno fluir

- 2012 Ajayu

## Discografía de Mauricio Vicencio
- 2003 Naymlap, génesis de la música andina

- 2007 Yllatinkuy

- 2008 Taromenani - Visiones musicales no contactadas

- 2008 Visiones musicales prehispánicas

- 2009 Mullu pacha

- 2010 Sapi huaira - La raíz del viento

- 2013 El reino del Yage